# CINP
CINP (англ. Cyclin dependent kinase 2 interacting protein) – білок, який кодується однойменним геном, розташованим у людей на 14-й хромосомі. Довжина поліпептидного ланцюга білка становить 212 амінокислот, а молекулярна маса — 24 324.
| 10         |  | 20         |  | 30         |  | 40         |  | 50         |
| ---------- |  | ---------- |  | ---------- |  | ---------- |  | ---------- |
| MEAKTLGTVT |  | PRKPVLSVSA |  | RKIKDNAADW |  | HNLILKWETL |  | NDAGFTTANN |
| IANLKISLLN |  | KDKIELDSSS |  | PASKENEEKV |  | CLEYNEELEK |  | LCEELQATLD |
| GLTKIQVKME |  | KLSSTTKGIC |  | ELENYHYGEE |  | SKRPPLFHTW |  | PTTHFYEVSH |
| KLLEMYRKEL |  | LLKRTVAKEL |  | AHTGDPDLTL |  | SYLSMWLHQP |  | YVESDSRLHL |
| ESMLLETGHR |  | AL         |  |            |  |            |  |            |

A: Аланін

C: Цистеїн

D: Аспарагінова кислота

E: Глутамінова кислота

F: Фенілаланін

G: Гліцин

H: Гістидин

I: Ізолейцин

K: Лізин

L: Лейцин

M: Метіонін

N: Аспарагін

P: Пролін

Q: Глутамін

R: Аргінін

S: Серин

T: Треонін

V: Валін

W: Триптофан

Кодований геном білок за функцією належить до фосфопротеїнів. 
Задіяний у таких біологічних процесах, як клітинний цикл, поділ клітини, пошкодження ДНК, репарація ДНК, реплікація ДНК, ацетилювання, альтернативний сплайсинг. 
Локалізований у ядрі.